# Кагыр-кан
Кагыр-кан — персонаж алтайской и тувинской мифологии. Слуга Эрлика, который был одновременно связан и с ним, и с Ульгенем.
Как союзник Ульгеня, он имеет власть над каждой юртой, за что его и чествуют брызганьем раньше всех.
Кагыр-кан передает непочтительного человека для наказания той силе, какой ему заблагорассудится. Если человек получает наказание, но не исправляется, то наказания могут следовать до самой смерти. Если же он принесет положенную жертву Ульгеню, то должен принести дары и Эрлику, и Кагыр-кану за их хлопоты. Когда все будут удовлетворены, тогда Кагыр-кан, старший над всеми темными силами, посылает своих слуг, чтобы прекратить враждебные действия по отношению к человеку.